# 木村蓬伍
木村 蓬伍（きむら ほういつ、1889年7月19日 - 1964年4月22日）は、日本の牧師。学校法人関西学院理事長を歴任した。

## 略歴
1889年、山口県宇部市に生まれる。1908年、日本メソヂスト下関教会で高橋泰平牧師より受洗。関西学院神学部を卒業後、エモリー大学神学部、同大学院を修了。1926年、受按。呉、京城、大阪東部（現：東梅田教会）各教会の伝道・牧会に従事した後、大阪東部伝道局巡回教師となる。西宮教会（現：西宮公同教会）の牧師在任中、ランバス女学院神学部、聖和女子学院神学部、関西学院神学部の講師を務めた。1960年6月から1964年4月まで、関西学院理事長を務めた。